# Haworthia cooperi
Haworthia cooperi és una espècie del gènere Haworthia de la subfamília de les asfodelòidies.

## Descripció
Haworthia cooperi és una planta suculenta perennifòlia amb 20 a 40 fulles disposades en forma de roseta de 35 a 90 mm de diàmetre i a vegades fins a 120 mm de diàmetre; d'uns 6 mm de gruix, erectes, múltiples, oblong-lanceolades, semienterrades a terra, excepte les puntes translúcides, sovint rodones i que acaben bruscament o acuminades amb una gran aresta terminal pel·lúcid de 6 mm de llarg, planes a la part superior, convexes a la part inferior i quilla cap amunt o amb les dues superfícies convexes, de color verd pàl·lid, gris verdós o verd blavós amb línies longitudinals fosques que es tornen vermelloses amb massa sol o amb poca aigua. El limbe foliar i la quilla amb dents deltoides-cuspidades pel·lúcides de 2 a 4 mm de llargada o llises.
La inflorescència és un peduncle simple d'uns 30 cm de llargada, raïm senzill, de 15 cm de llargada que consta de 20 a 30 flors estretes. Els pedicels molt curts i bràctees deltoides, de 3 a 6 mm de llargada, estretament allargades i blanquinoses.
L'època de floració és entre la primavera i l'estiu.

## Distribució
L'àrea de distribució natural d'aquesta espècie es troba al sud la província sud-africana del Cap Oriental, entre els 800 i 1000 metres sobre el nivell del mar. Aquí creix aproximadament entre Port Elizabeth i East London a l'est.
L'àrea de distribució d'aquesta espècie coincideix amb el del seu parent, Haworthia cymbiformis, i les dues espècies interactuen, amb H. cymbiformis on creixen en els penya-segats, i H. cooperi creix en les planes de terres baixes. En certs punts, les dues espècies se fusionen.
Es tracta d'una regió de precipitacions estivals.
Aquesta és també una espècie molt variable, amb diverses varietats diferents.

## Taxonomia
Haworthia cooperi va ser descrita per Baker i publicat a Refug. Bot. 4: t. 233, a l'any 1870.
Etimologia
Haworthia: nom en honor del botànic britànic Adrian Hardy Haworth (1767-1833).
cooperi: epítet que honora al botànic i explorador de plantes anglès Thomas Cooper (1815-1913) que va recol·lectar plantes a Sud-àfrica del 1859 al 1862.
varietats acceptades
- Haworthia cooperi var. cooperi. (varietat tipus)
- Haworthia cooperi var. dielsiana (Poelln.) M.B.Bayer, Haworthia Revisited: 51 (1999).
- Haworthia cooperi var. doldii M.B.Bayer, Haworthiad 16: 65 (2002).
- Haworthia cooperi var. gordoniana (Poelln.) M.B.Bayer, Haworthia Revisited: 52 (1999).
- Haworthia cooperi var. gracilis (Poelln.) M.B.Bayer, Haworthiad 16: 64 (2002).
- Haworthia cooperi var. isabellae (Poelln.) M.B.Bayer, Haworthiad 16: 65 (2002).
- Haworthia cooperi var. leightonii (G.G.Sm.) M.B.Bayer, Haworthia Handb.: 128 (1976).
- Haworthia cooperi var. picturata (M.B.Bayer) M.B.Bayer, Haworthiad 16: 65 (2002).
- Haworthia cooperi var. pilifera (Baker) M.B.Bayer, Haworthia Revisited: 54 (1999).
- Haworthia cooperi var. tenera (Poelln.) M.B.Bayer, Haworthiad 16: 65 (2002).
- Haworthia cooperi var. truncata (H.Jacobsen) M.B.Bayer, Haworthia Revisited: 55 (1999).
- Haworthia cooperi var. venusta (C.L.Scott) M.B.Bayer, Haworthia Revisited: 56 (1999).
- Haworthia cooperi var. viridis (M.B.Bayer) M.B.Bayer, Haworthiad 16: 65 (2002).[9]

Sinonímia
- Catevala cooperi (Baker) Kuntze[10]